# Церква Святого Хреста (Ахтамар)
Церква Святого Хреста на острові Ахтамар (вірм. Ախթամարի Սուրբ Խաչ եկեղեցի) — ранньосередньовічний вірменський монастир на острові Ахтамар, що на озері Ван, побудований у 915–921 роках.

## Історичний нарис
Церква святого Хреста одна з унікальних пам'яток вірменської архітектури і один з прекрасних прикладів художньої течії у Вірменії IX—X століть. Побудований у 915–921 роках зодчим Мануелом. Від 1113 року стає резиденцією Ахтамарського католикосату Вірменської церкви. Причиною цьому була незгода 5 єпископів з поставленням патріархом молодого Григора III Пахлавуні. 1114 року Собор у містечку Шугра в Кілікії скинув ахтамарського єпископа Давида, однак останній, не підкорившись рішенням, проголосив Ахтамарський католикосат. Його юрисдикція поширилася тільки в частині Васпуракана. Від XIII століття, в епоху монгольського панування, Ахтамарських католикосів обирали з роду Арцруні-Хеденекідів, тоді ж цей сан стає спадковим. Користуючись заступництвом Джахан-шаха Кара-Коюнлу католикос Закарія III зумів на короткий час об'єднати Ахтамарський католикосат з Ечміадзинським, але всього 14 єпархій. В кінці XVIII століття після тривалих суперечок між двома католикосатами щодо розмежування юрисдикції, було визнано верховенство Ечміадзина. Вже в кінці XIX століття Ахтамарський католикосат мав 2 єпархії з 302 церквами і 58 монастирями. 1895 року єпархії перейшли в юрисдикцію константинопольського патріархату Вірменської церкви. Монастир спорожнів після геноциду вірмен 1915 року.

## Архітектура
Ахтамар — хрестово-купольна церква дещо видозмінена в плані, довжина — 17 м, ширина — 14 м, висота — 24 м.. Архітектурний тип церкви — тетраконха з кутовими нішами, сходить до пам'яток VII століття. На північний схід від храму 1316 року зведено каплицю, а 1763 року високу дзвіницю. У XVIII столітті на західній стороні церкви побудовано чотириколонний ґавіт. На південний схід від храму знаходиться цвинтар з хачкарами XIII–XVII ст.

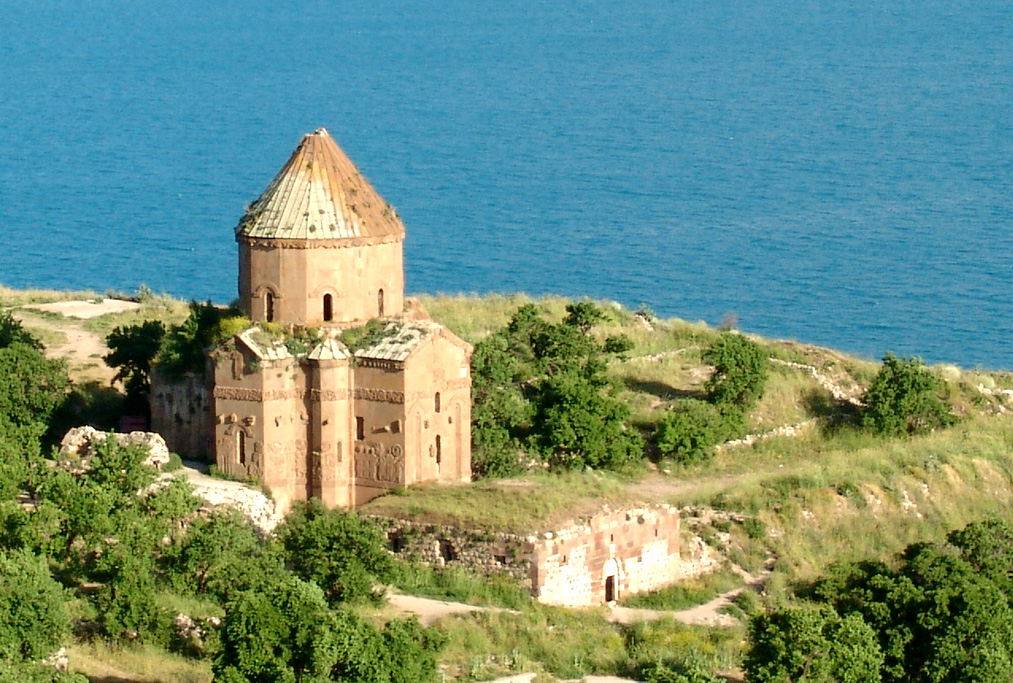
Церква до реставрації

Більш ніж тисячолітній храм зберігся без значних змін.

### Скульптура і рельєфи

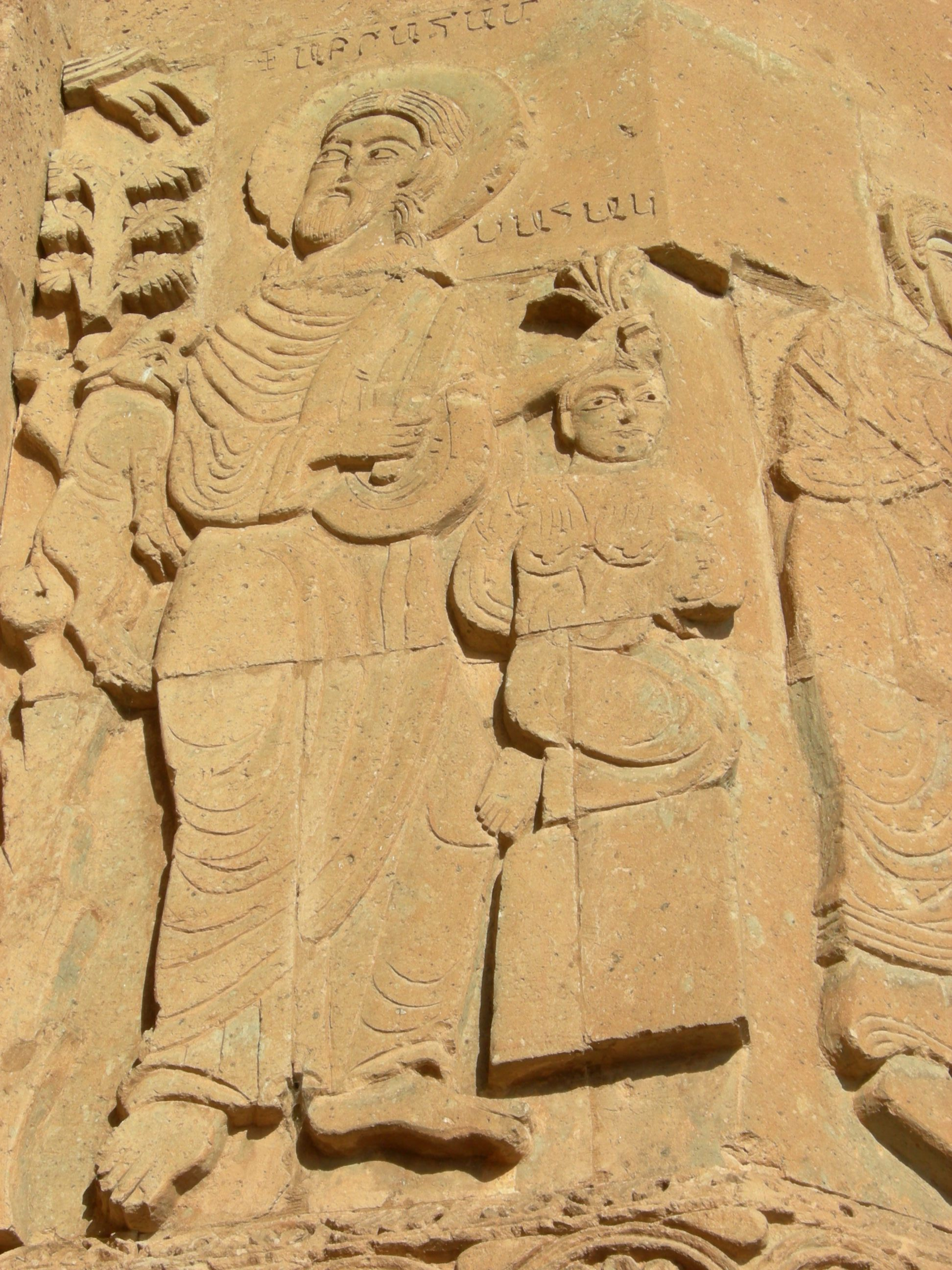
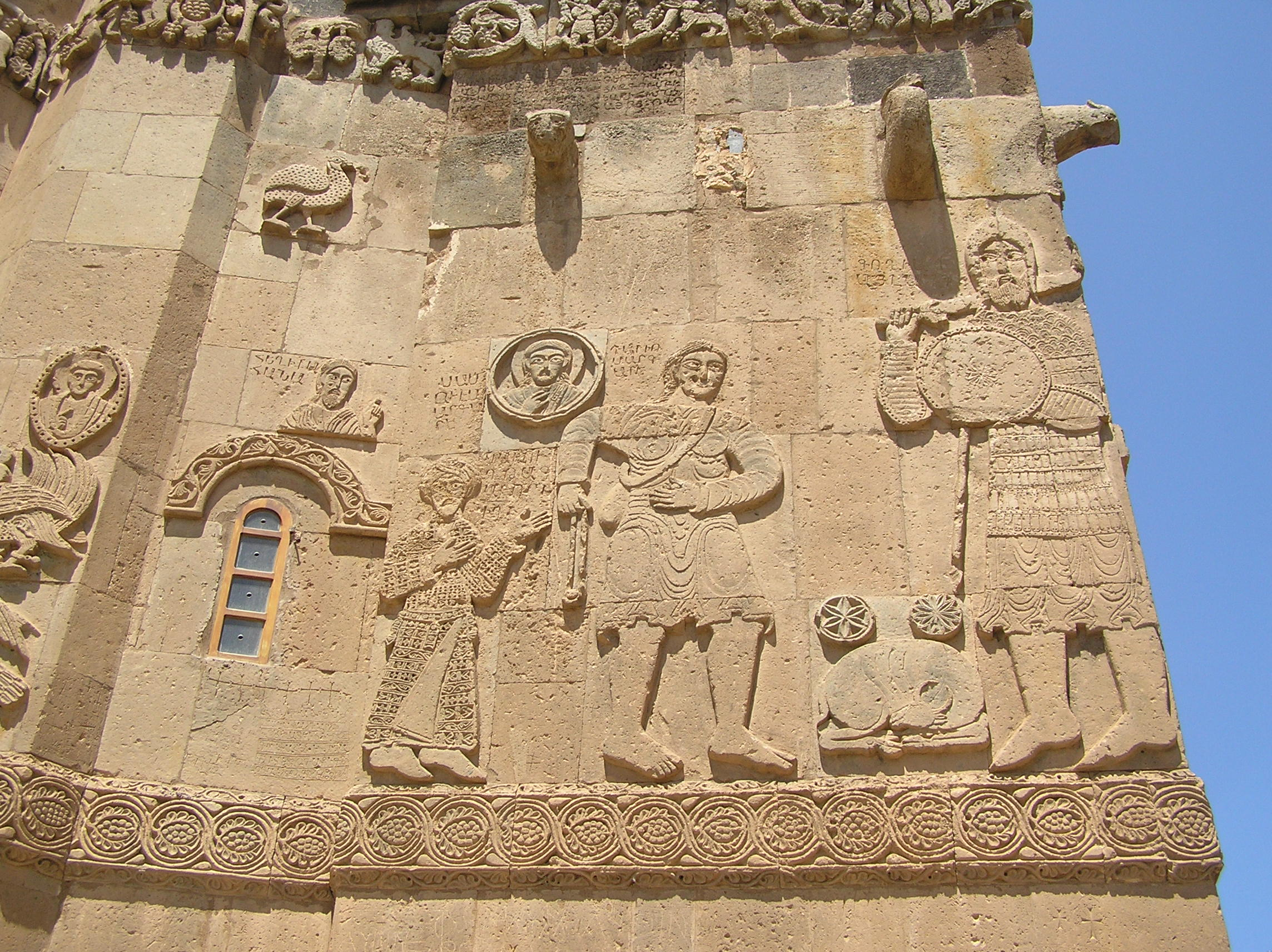
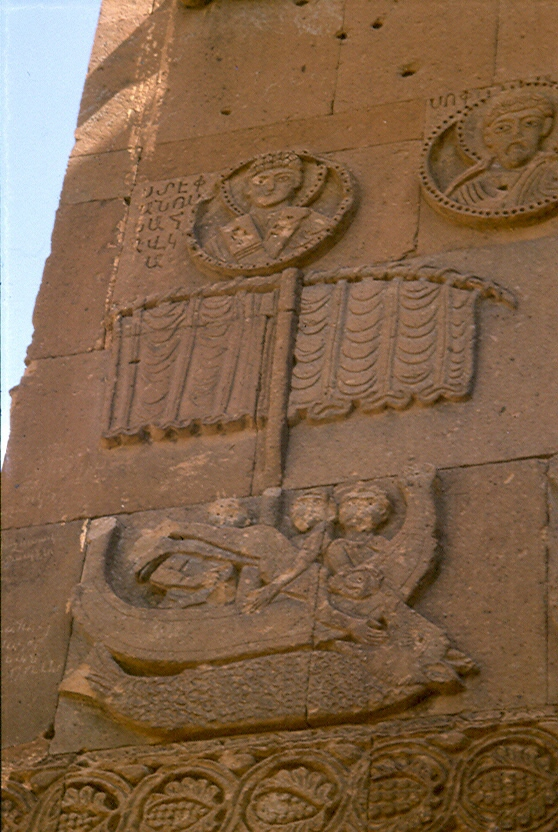
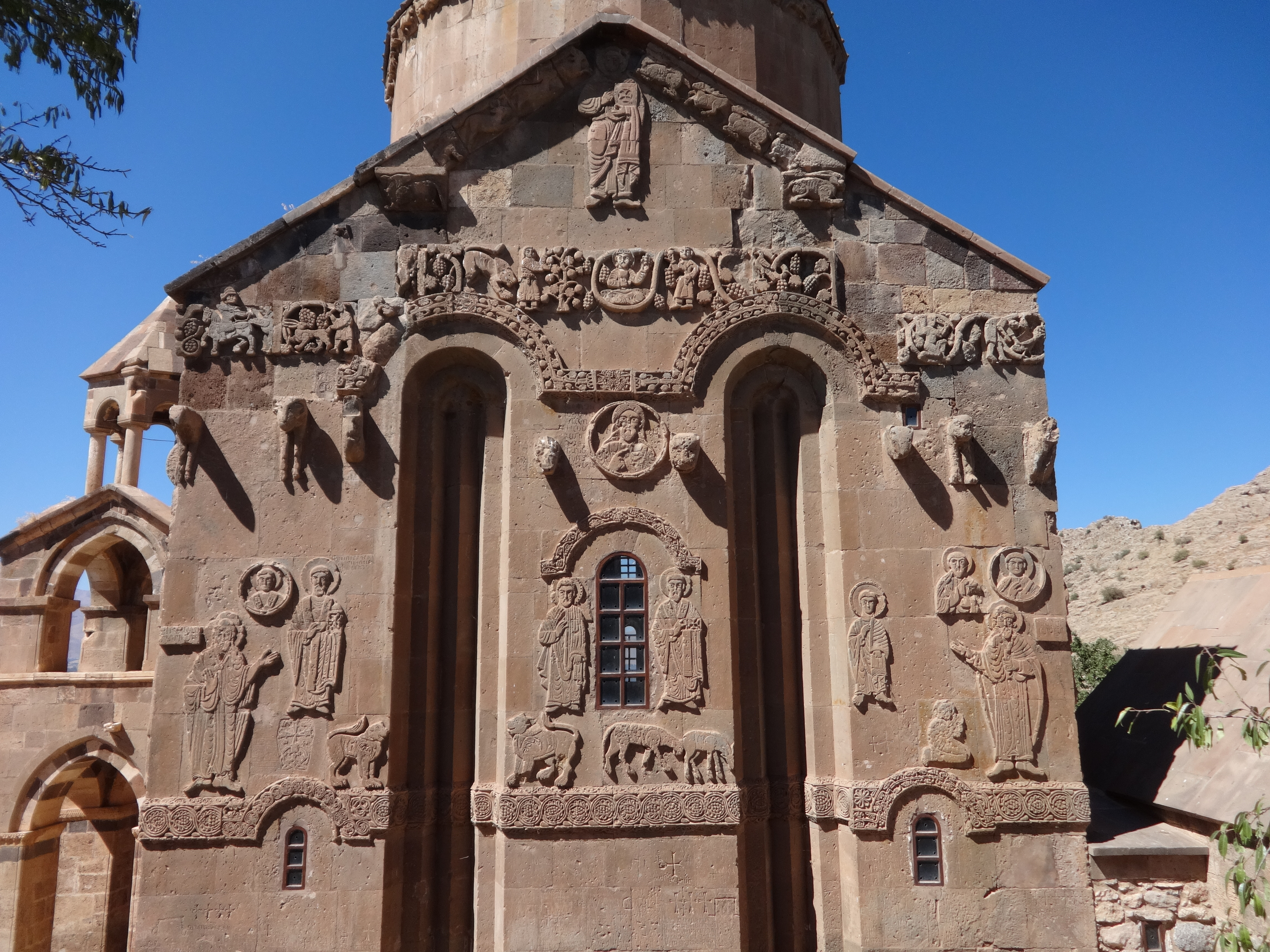

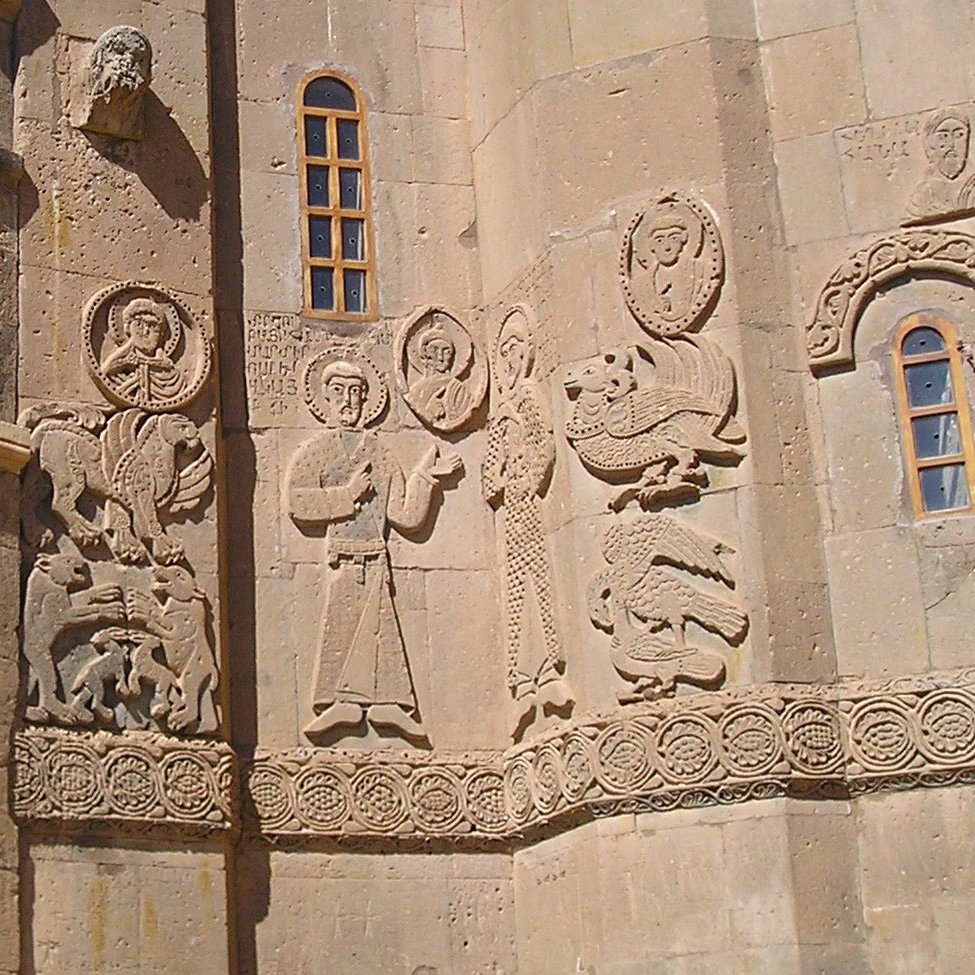
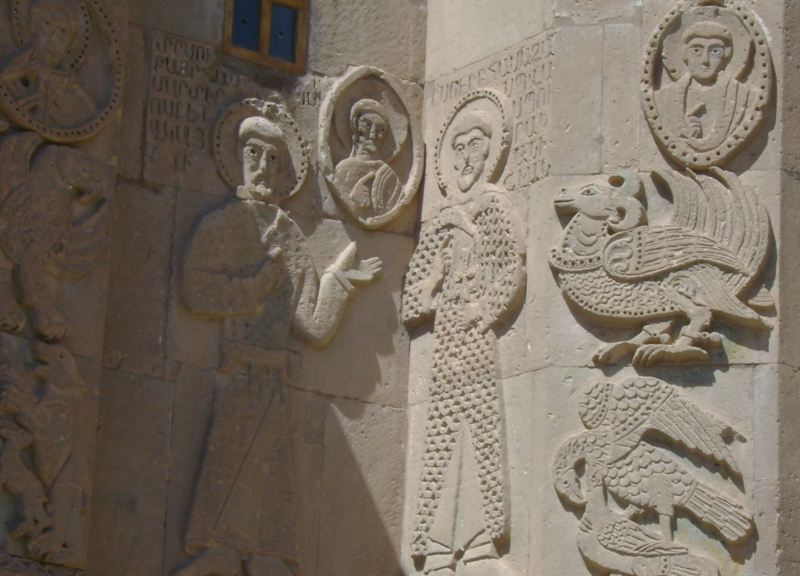
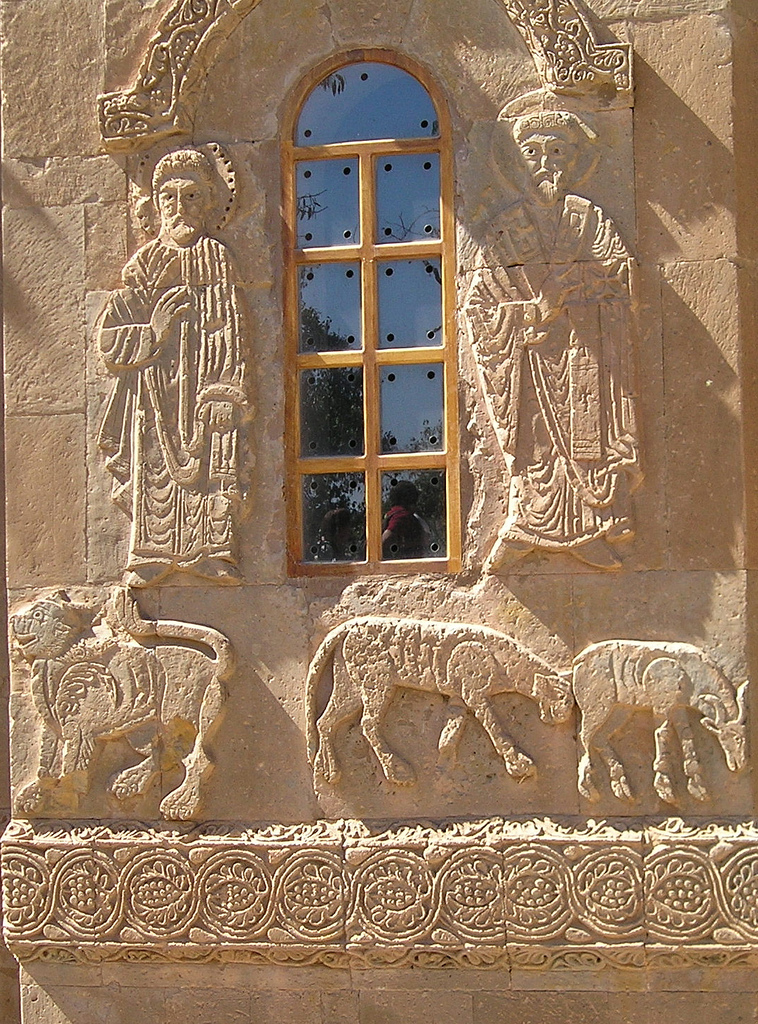
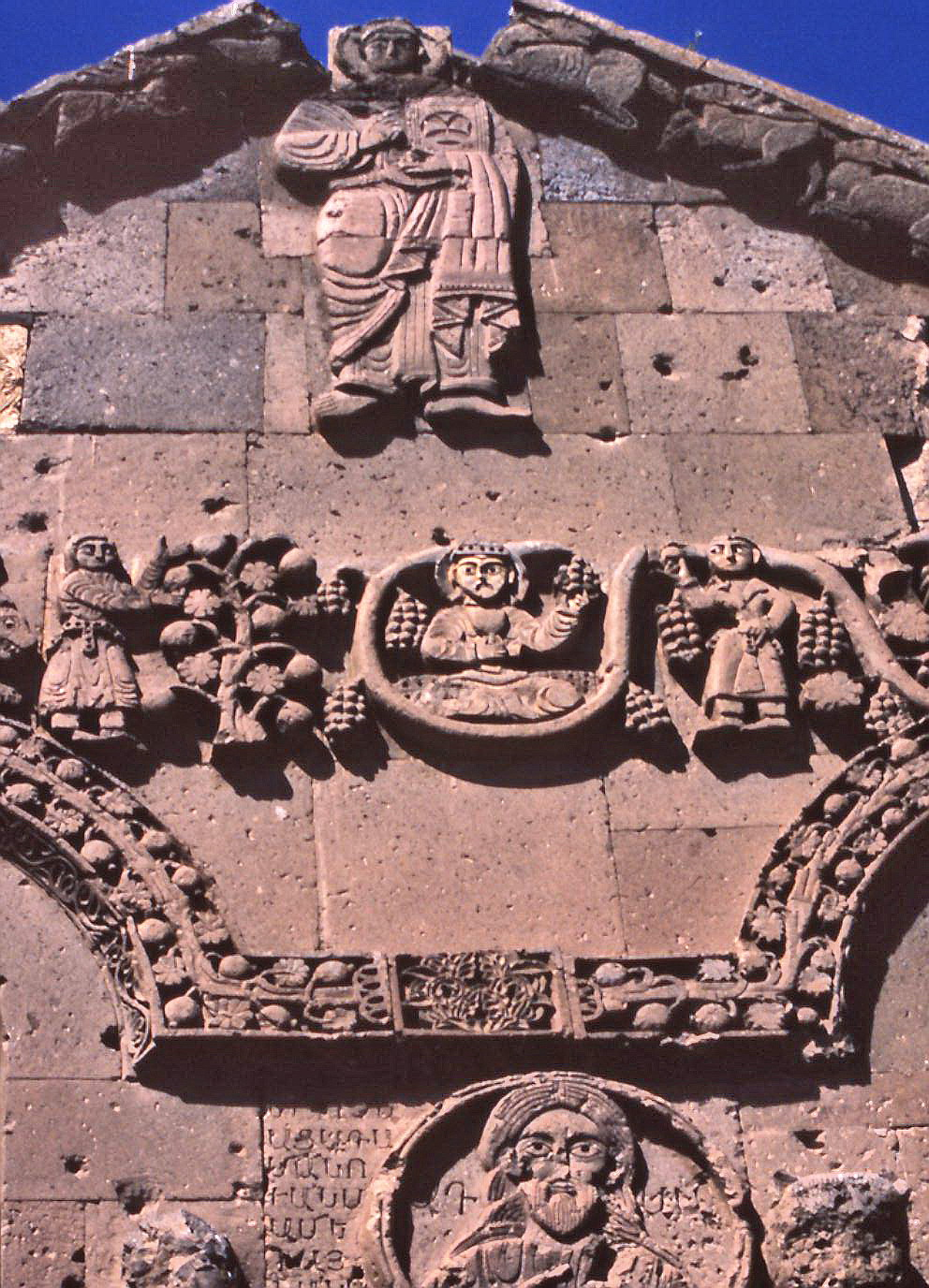

Церква святого Хреста прикрашена фресками і багатим різьбленням по каменю, особливо знаменита оригінальними і досить різноманітними за сюжетами рельєфами. При збереженні виразності силуету і маси храму, ці рельєфи мають самостійне культурне значення. Архітектор Мануел, що був також скульптором, покрив весь фасад церкви рельєфами релігійного і світського характеру. Рельєфи багаті візерунками твариного і рослинного мотивів. Часто використовуваний художниками пізнішого часу мотив «звіриного гону» (XII–XIII ст.), зображений під карнизами нижньої частини храму, можна побачити на предметах мистецтва Ірану і Кавказу. Тематичною різноманітністю і зокрема світським змістом, особливо виділяється рельєфний пояс, що оперізує всю церкву і проходить у верхній частині фасаду — так званий «виноградний фриз» (інакше «Збір винограду»). На рельєфі виноградної лози сплетені сюжети збирання врожаю, сцени полювання, бенкети, тварини, фігури людей тощо. На східній частині фасаду рельєфний пояс переривається скульптурою царя Васпуракана — ктитора Гагіка Арцруні. Ці рельєфи, на думку О. Я. Каковкина, «за сюжетним та іконографічним різноманіттям, глибоким символізмом не мають собі рівних на всьому християнському Сході». У композиції «Вознесіння Хреста», розташованій під центральним вікном західного фасаду, зображено посвячення храму: представлена сцена піднесення царем Гагіком моделі храму Ісусу Христу. На верхньому фризі храму виконано горельєфи, що зображують людські обличчя. На думку Г. Гояна вони зображують театральні маски. В цілому Мануел прагнув до орнаментальности і відходив від попередньої пластичної ясності.

Фасадні поверхні церкви повністю покриті рельєфами із сюжетів Старого й Нового Завіту, образами пророків і апостолів, іноді портретами святих, взятими в круглу структуру. Стильові особливості ахтамарських рельєфів пізніше вплинули на мініатюри «ванської» або «васпураканської» школи мініатюри. В рельєфах храму, в низці іконографічних мотивів, простежується зв'язок з традиціями сасанідського мистецтва. В деяких зображеннях тварин відзначається мусульманський вплив, а вплив візантійської іконографії — в релігійних сценах

### Фрески
Вважається, що фрески церкви були виконані під безпосереднім керівництвом архітектора і скульптора Ахтамара Мануела. Ахтамар, по суті, єдиний збережений пам'ятник часу, фрески якого збереглися порівняно повноцінно і дають можливість для формування уявлення про живопис епохи та його стильові особливості. Збереглося 2 шари фресок. Передбачається, що в куполі було зображення Хреста або композиції «Вознесіння Хреста». Цикл починається розписом історії Адама і Єви на барабані, а внизу в 4 вівтарях у 3 ярусах виконано великий цикл фресок земного життя Ісуса Христа. Примітно також, що послідовність розташування фресок відрізняється і від візантійської, і від західної програм розпису: вважається, що композиція «Друге пришестя Ісуса Христа», розташована над входом південної екседри, є прототипом візантійської редакції «Страшного Суду». Виконані також фрески євангельських сцен, фігур апостолів і святих, орнаментальні смуги. Як зазначає Л. Дурнова фрески Ахтамарського храму «вражають динамікою не тільки всієї фігури, але й складок одягу».

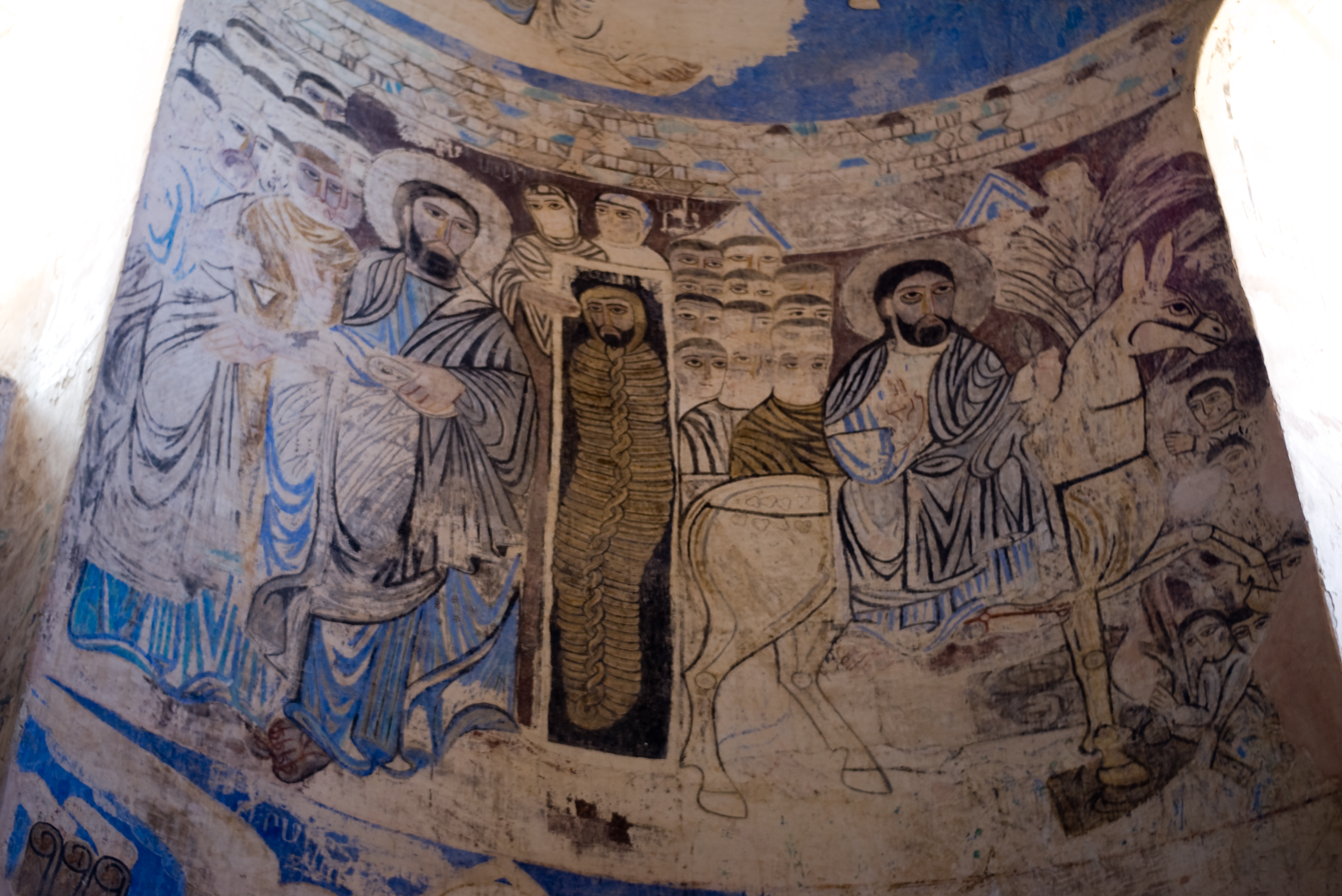
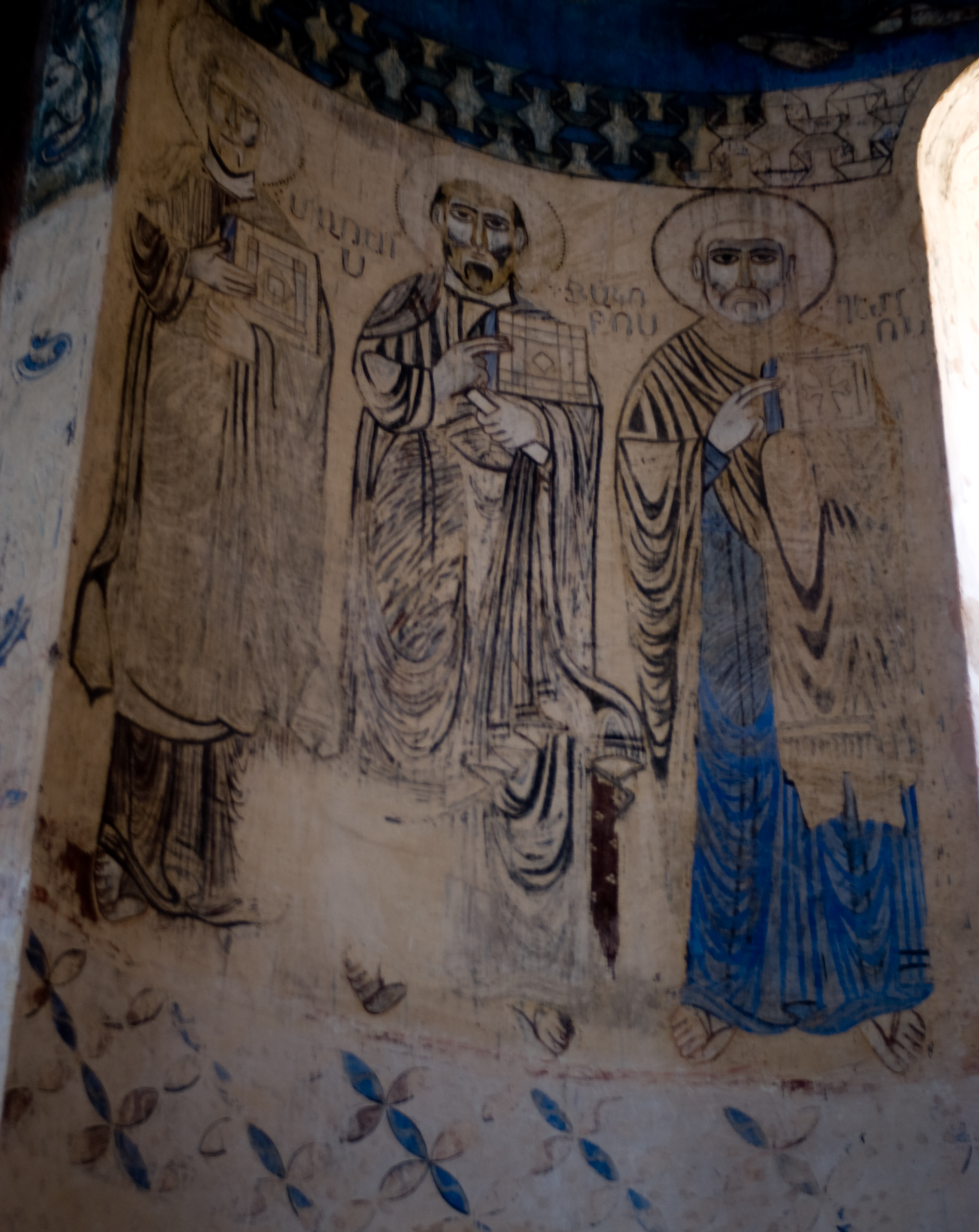
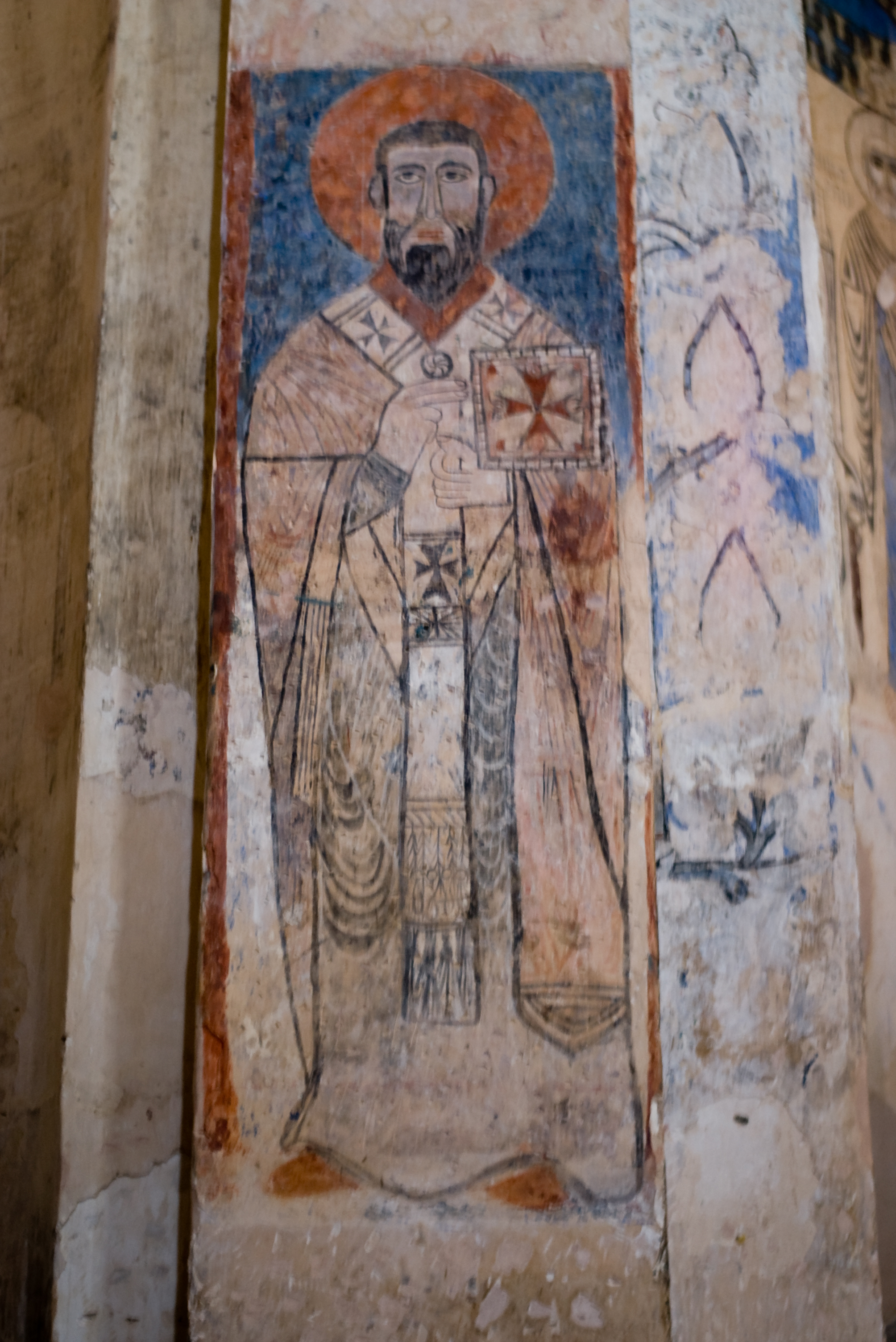
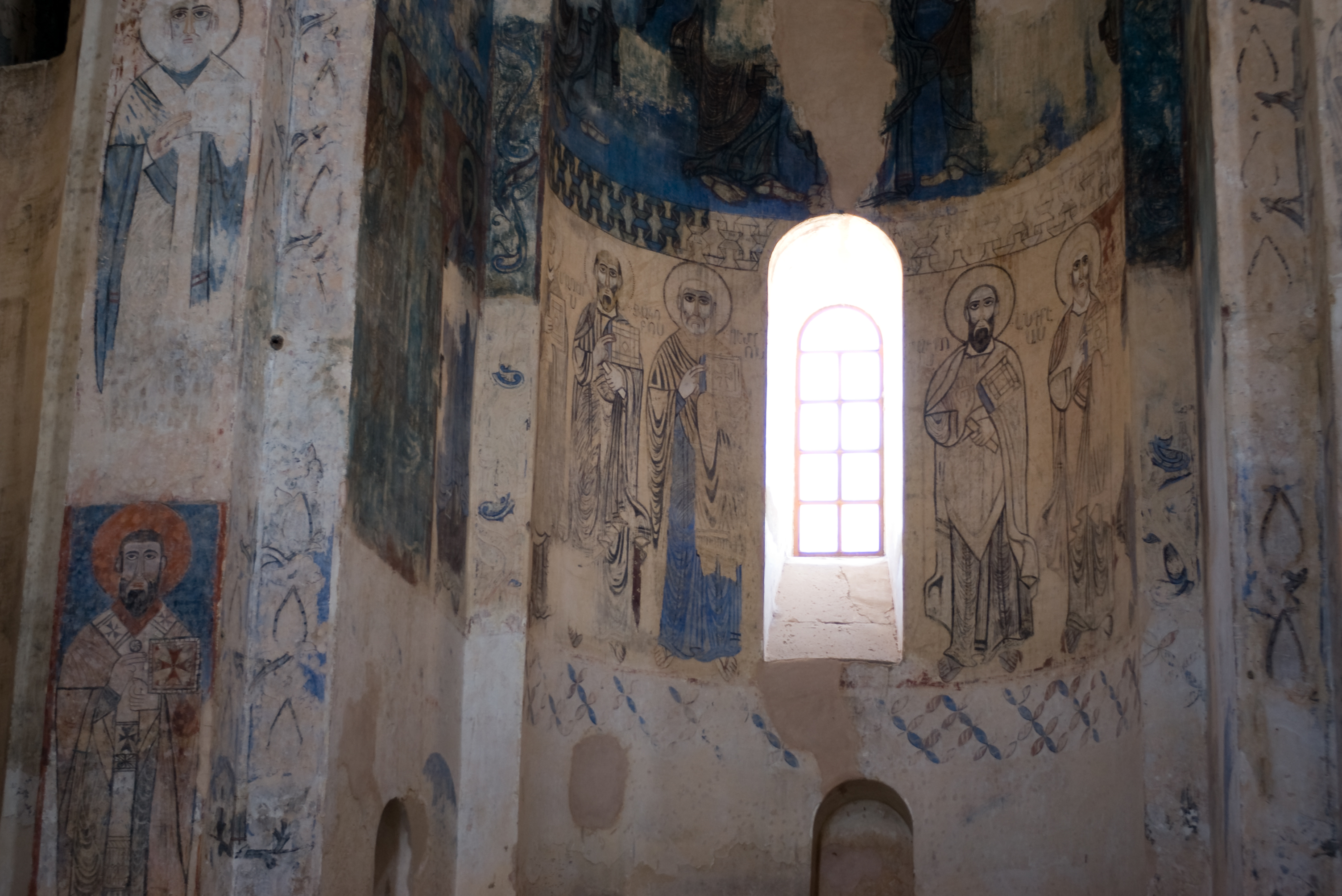

## Реставрація
2007 року за рішенням уряду Туреччини церкву було відреставровано. 19 вересня 2010 року, вперше за 95 років, у церкві пройшла літургія, a в ніч з 30 вересня на 1 жовтня на церкві встановлено хрест. До цього відмова турецької влади встановити хрест на куполі церкви призвела до масових протестів вірмен усього світу. Нині Ахтамар діє як музей. 8 вересня 2013 року в церкві було здійснено таїнство хрещення 6 осіб, серед яких одне немовля. Обряд провів єпископ Арам Атесян.
Завдяки географічній ізольованості (на острові) церква порівняно добре збереглася. Один з провідних вірменських фахівців з вірменської архітектури Самвел Карапетян зазначає, що реконструкцію проведено на високому рівні, хоча ряд інших фахівців вказують на незначні недоліки.